# Trochus
Troque
Genre
Trochus est un genre de mollusques gastéropodes de la famille des Trochidae. Ils sont appelés troques ou trocas et caractérisés par leur coquille conique. 

## Étymologie
Le nom scientifique Trochus a été formé à partir du grec ancien τροχός / trochós qui signifie « roue, cerceau, anneau » ou toupie.

## Description et caractéristiques
Les troques se distinguent des autres gastéropodes par leur coquille conique, rayée rouge et blanc. En Australie, les coquilles des Trochus peuvent atteindre un diamètre de 16 cm, mais leur taille commune est davantage de l'ordre de 8 à 12 centimètres. Les Trochus vivent 15-20 ans et atteignent leur maturité à l'âge de 2 ans.

## Habitat - distribution
Les Trochus sont des animaux marins qui peuplent la zone des brisants des barrières coralliennes. Leur aire de distribution s'étend entre le Sri Lanka, les Îles Ryūkyū, la Nouvelle-Calédonie et le nord de l'Australie.
Depuis les années 1920, ils ont été introduits dans les Îles Cook et en Polynésie française. Les troques sont collectées sur des îlots isolés de l'ouest de l'Australie et du Queensland en utilisant de petits bateaux. Elles sont ramassées sur les rivages à marée basse lors de la pêche à pied ou bien en plongeant avec masque et tuba.

## Systématique
De nombreuses espèces de Trochidae auparavant rangées dans ce genre ont été déplacées dans d'autres genres du fait des progrès de la taxinomie de ce groupe. 

### Liste des espèces
Selon World Register of Marine Species (2 septembre 2014) :
- Trochus calcaratus Souverbie in Souverbie & Montrouzier, 1875
- Trochus camelophorus Webster, 1906
- Trochus cariniferus Reeve, 1842
- Trochus concinnus Philippi, 1846
- Trochus erithreus Brocchi, 1821
- Trochus ferreirai Bozzetti, 1996
- Trochus firmus Philippi, 1849
- Trochus flammulatus Lamarck, 1822
- Trochus fultoni Melvill, 1898
- Trochus histrio Reeve, 1842
- Trochus incrassatus Lamarck, 1822
- Trochus intextus Kiener, 1850
- Trochus kochii Philippi, 1844
- Trochus maculatus Linnaeus, 1758
- Trochus nigropunctatus Reeve, 1861
- Trochus noduliferus Lamarck, 1822
- Trochus obesus Reeve, 1861
- Trochus ochroleucus Gmelin, 1791
- Trochus radiatus Gmelin, 1791
- Trochus squarrosus Lamarck, 1822
- Trochus subincarnatus P. Fischer, 1879
- Trochus tubiferus Kiener, 1850
- Trochus zhangi Dong, 2002

## Galerie

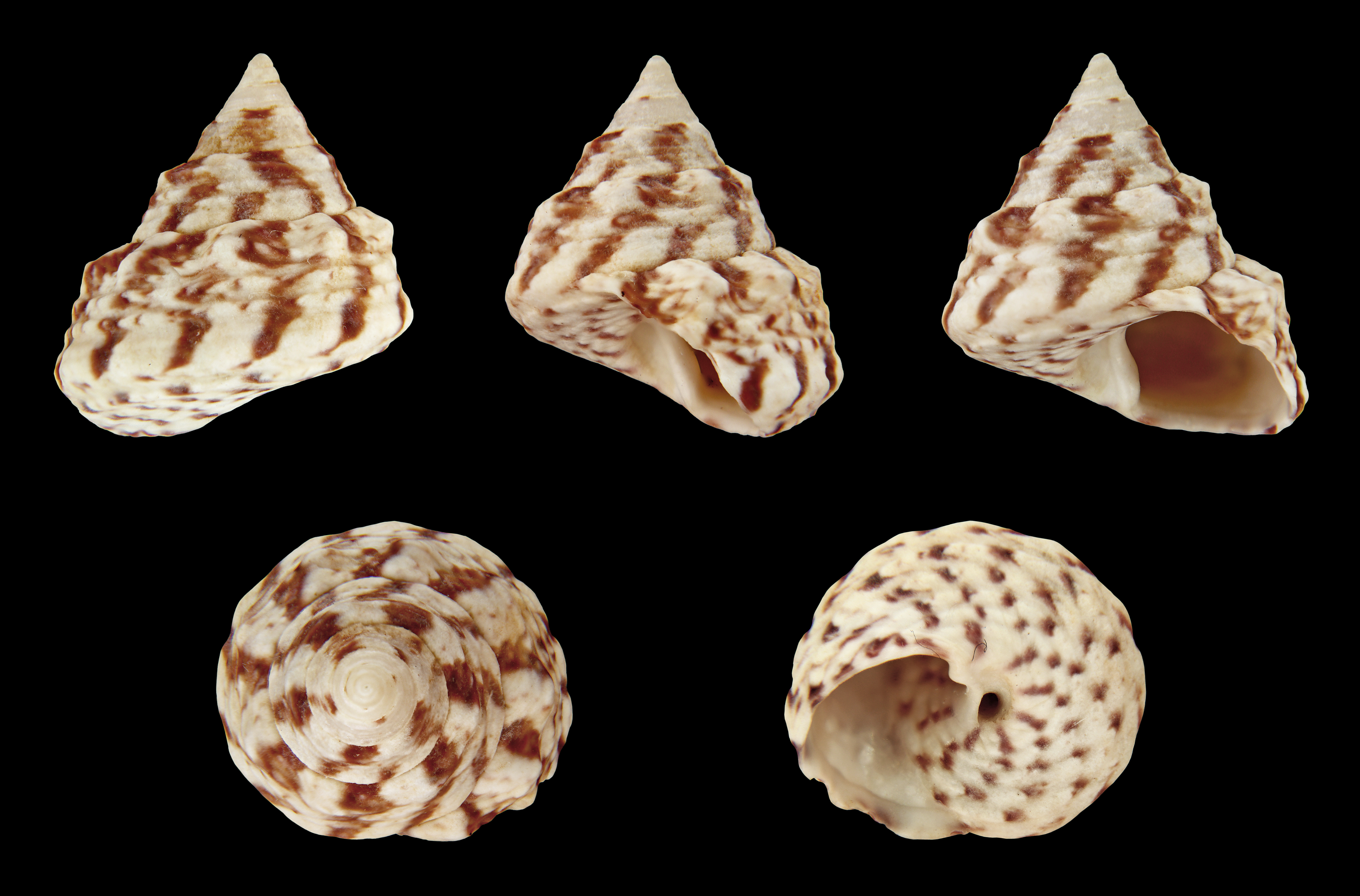
Trochus erithreus
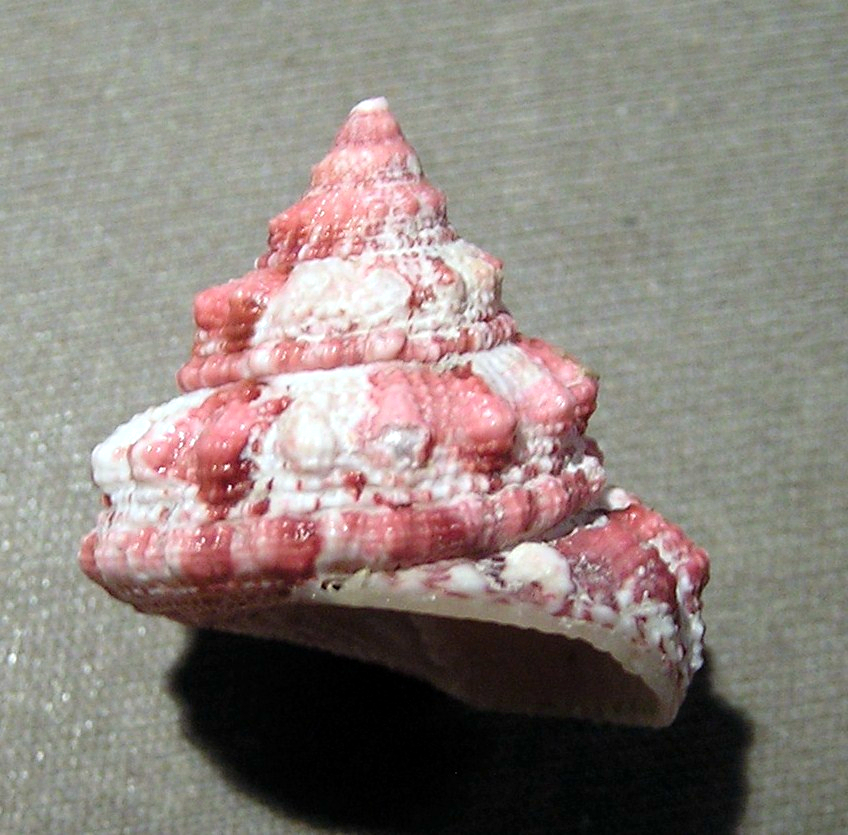
Trochus ferreirai
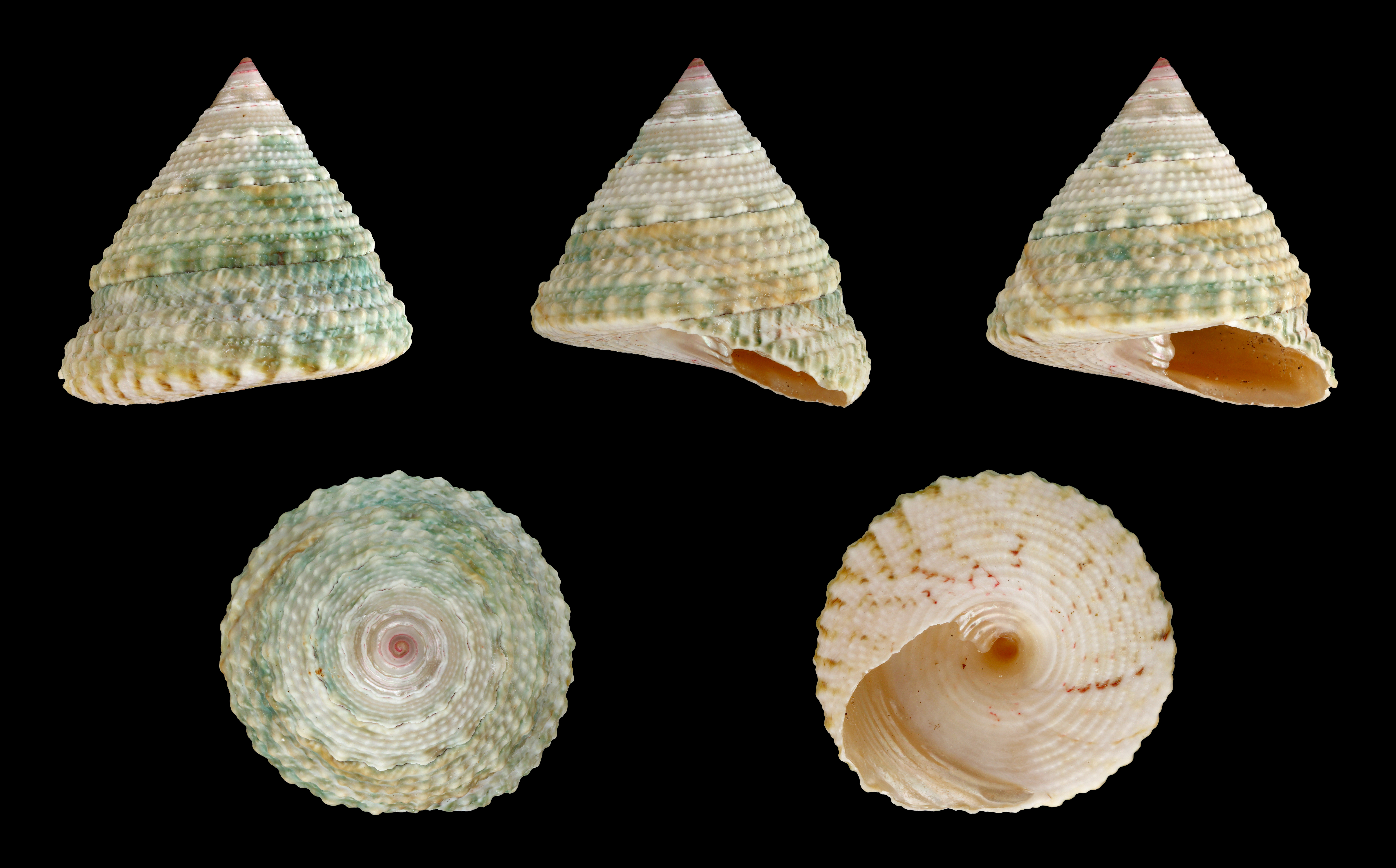
Trochus maculatus
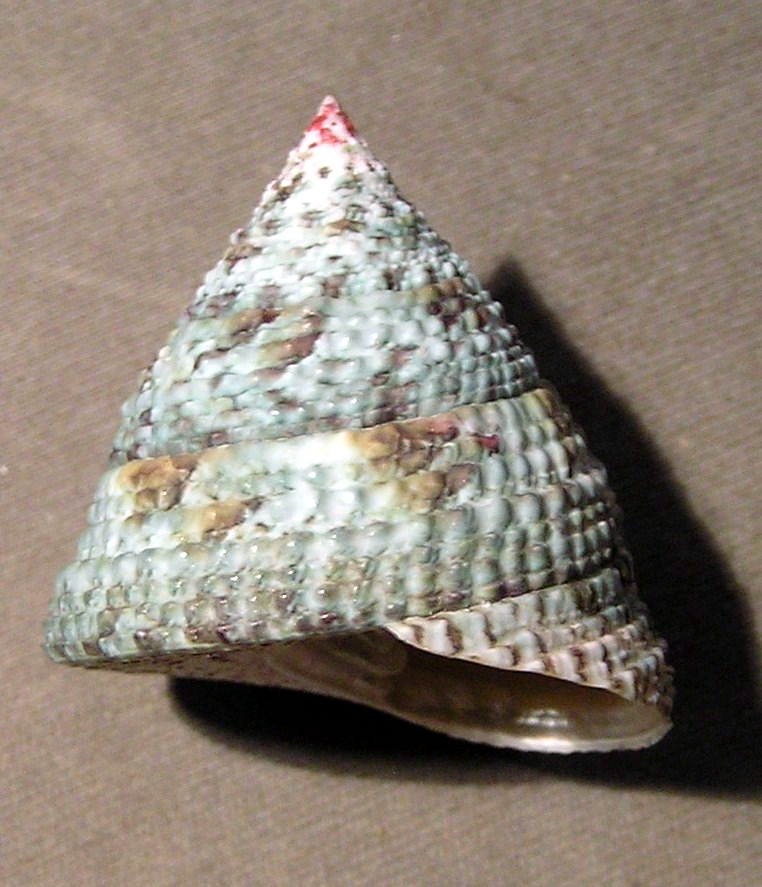
Trochus nigropunctatus

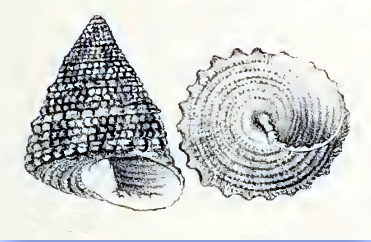
Trochus calcaratus
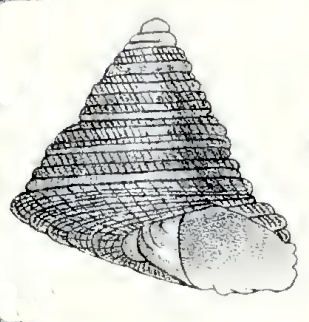
Trochus camelophorus
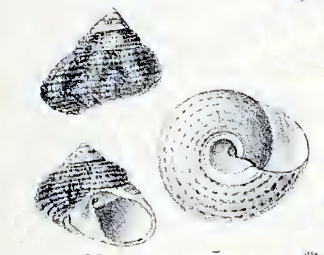
Trochus cariniferus
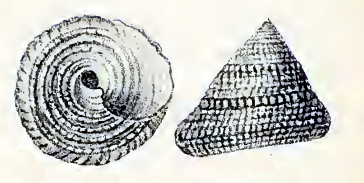
Trochus chloromphalus
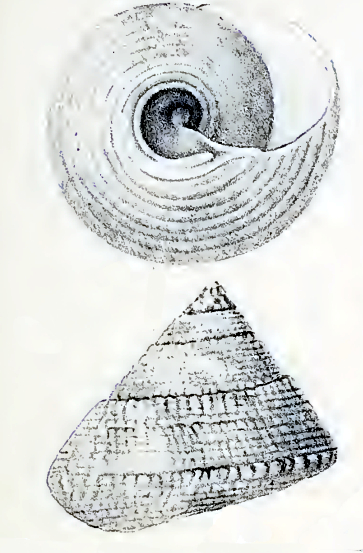
Trochus erithreus
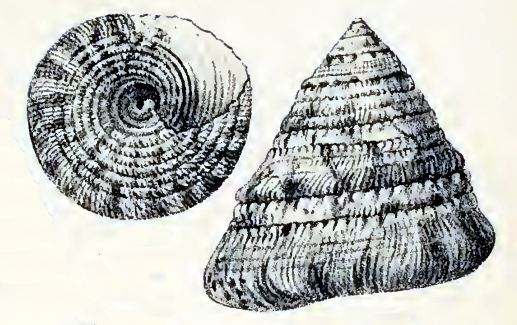
Trochus flammulatus
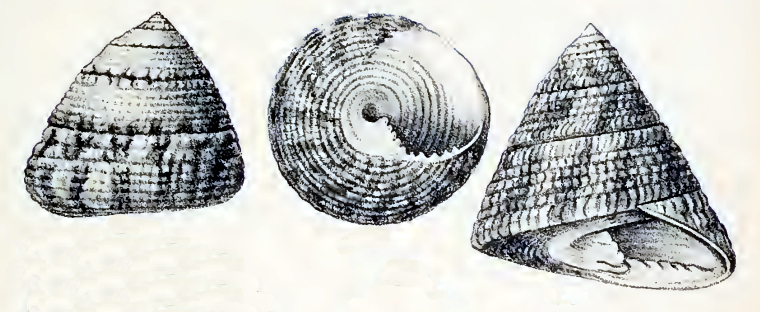
Trochus incrassatus
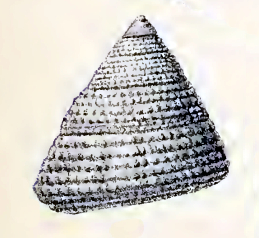
Trochus intextus
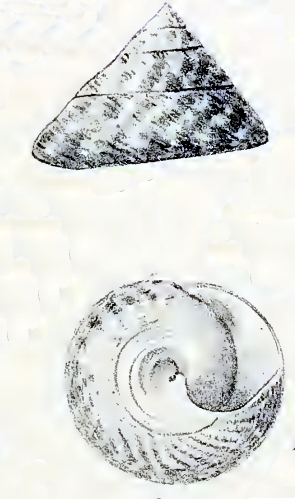
Trochus kochii
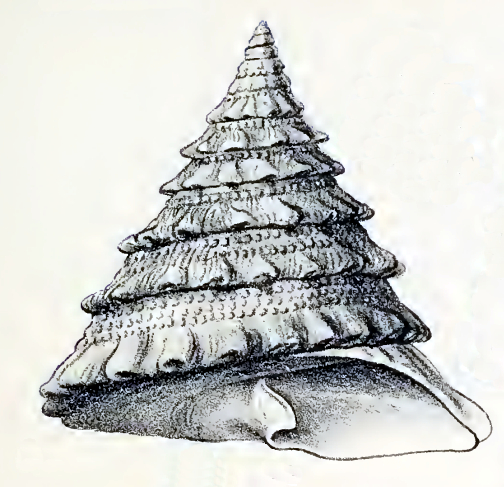
Trochus noduliferus
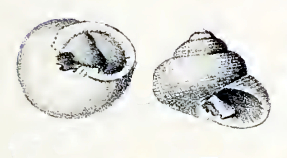
Trochus ochroleucus
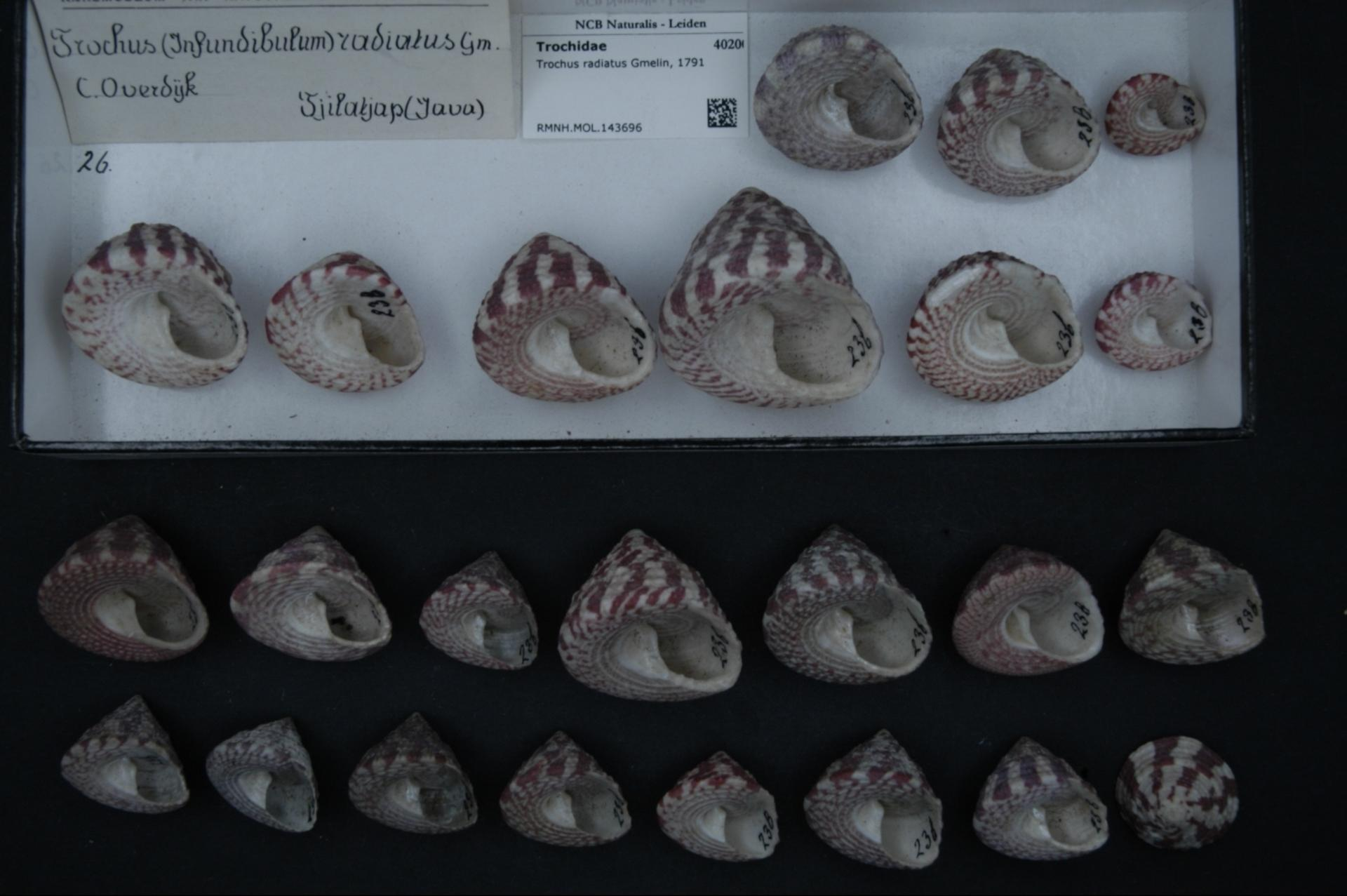
Trochus radiatus, Centre de biodiversité Naturalis, Pays-bas
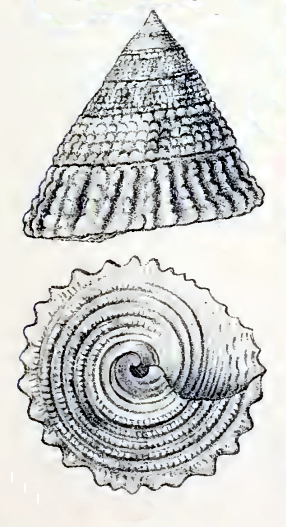
Trochus squarrosus
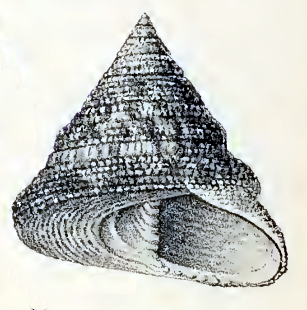
Trochus subincarnatus
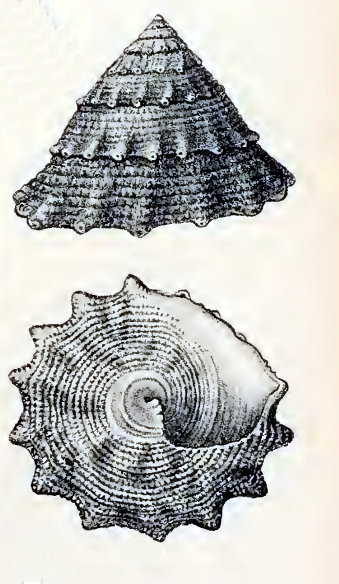
Trochus tubiferus

## Usages
L'animal est mangé par l'homme, cru, cuit, ou en achards.
Ce trochidé est élevé pour sa coquille dont on travaille la nacre.
La récolte en est connue en Nouvelle-Calédonie depuis 1907, souvent au râteau. En voie de disparition, l'animal a été réintroduit, entre autres en Polynésie dans les années 1960, et introduit à Lifou (d'où il était absent) en 1989 par l'IFREMER et l'ORSTOM.